# 1000-km-Rennen auf dem Nürburgring 2008

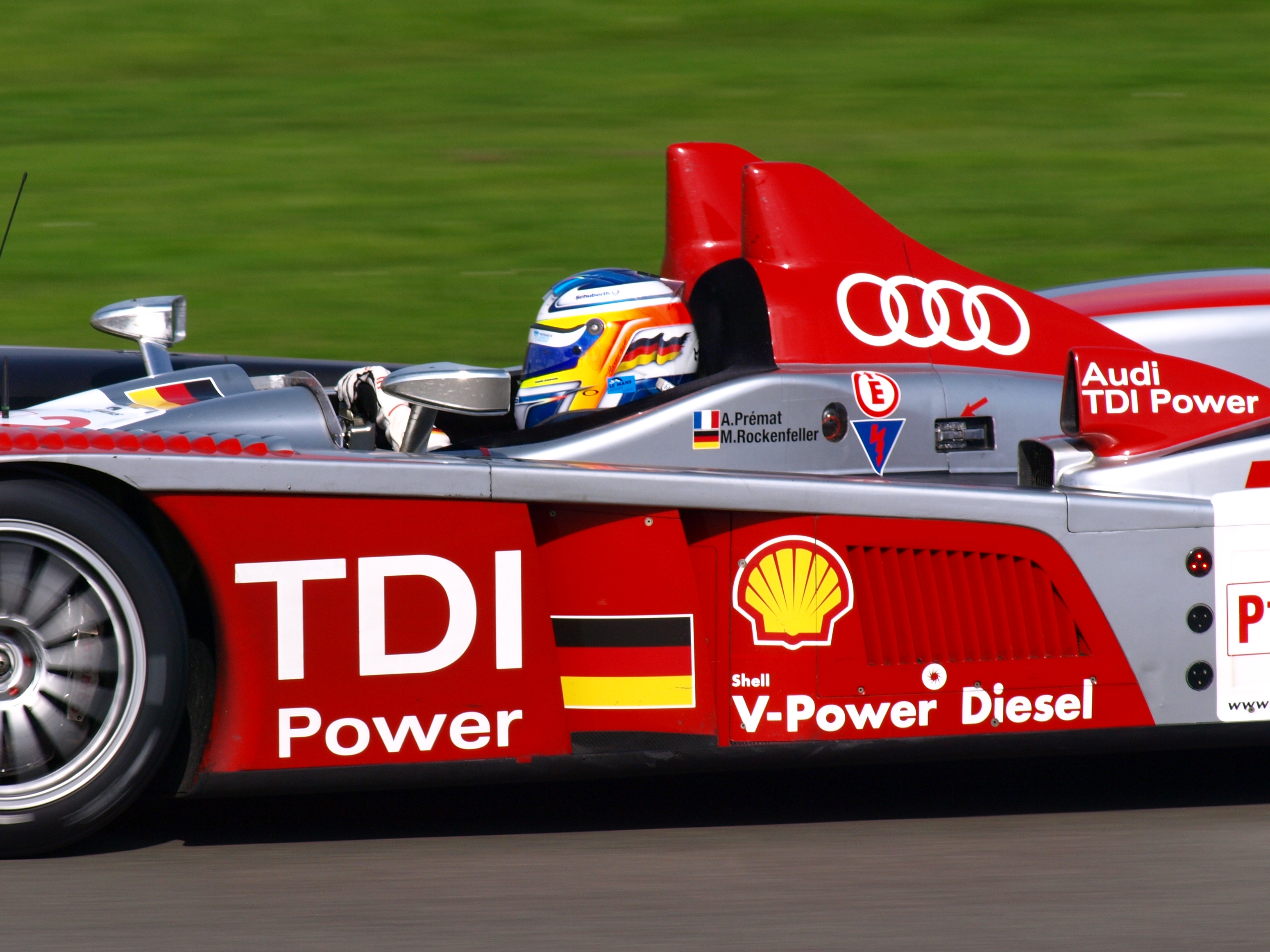
Mike Rockenfeller im Audi R10 TDI mit der Startnummer 2

Das 42. 1000-km-Rennen auf dem Nürburgring, auch ADAC Internationales 1000KM-Rennen, Nürburgring, fand am 17. August 2008 auf dem Nürburgring statt und war der vierte Wertungslauf der Le Mans Series dieses Jahres.

## Das Rennen
Beim Rennen auf dem Nürburgring erfuhr eine bemerkenswerte sportliche Siegesserie ihre Fortsetzung. Seit dem Debüt beim 1000-km-Rennen von Monza 2007 hatten Fahrgestelle des Peugeot 908 HDi FAP neun Le-Mans-Series-Rennen in Folge gewonnen. In der Eifel folgte mit einem Doppelsieg der zehnte Gesamtsieg hintereinander. Für das Rennen am Ring meldete Peugeot wieder zwei Rennwagen mit jeweils zwei Fahrern. Als Vorbereitung auf das 24-Stunden-Rennen von Le Mans war das französische Team beim Rennen in Spa-Francorchamps mit drei Fahrern pro Fahrzeug angetreten. Jacques Villeneuve und Alexander Wurz fehlten daher am Nürburgring. Die Stammbesetzungen waren im Wagen mit der Nummer 7 Nicolas Minassian und Marc Gené und im Fahrzeug mit der Nummer 8 Pedro Lamy und Stéphane Sarrazin. Nur in Le Mans war ein dritter Peugeot gemeldet. Franck Montagny, Ricardo Zonta und Christian Klien fuhren ihren 908 HDi FAP dort an die dritte Stelle der Gesamtwertung. 
Stärkster Gegner der Peugeots waren die von Joest Racing eingesetzten Audi R10 TDI, gefahren von Alexandre Prémat, Mike Rockenfeller, Allan McNish und Rinaldo Capello. Über die Distanz von 1000 Kilometer erwiesen sich die Peugeots als die schnelleren Le-Mans-Prototypen. Sowohl die beiden Peugeots als auch die Audis hatten keine technischen Probleme und ungeplante Boxenstopps und im Ziel hatten die 908 HDi FAP eine komplette Runde Vorsprung auf die Joest-Audis. Über den Gesamtsieg entschieden vor allem die kürzeren Tank- und Reifenwechselstopps beim Wagen von Lamy und Sarrazin, die im Ziel einen Abstand von 16 Sekunden auf die Teamkollegen herausgefahren hatten. Zu Beginn des Rennens konnten Stefan Mücke und Jan Charouz im Lola B08/60 mit 6-Liter-V12-Motor von Aston Martin das Renntempo der beiden Audis mitfahren. Stefan Mücke lag einige Zeit hinter den Peugeots sogar an dritter Stelle. Im Ziel reichte es nach einigen ungeplanten Boxenstopps für den fünften Gesamtrang. 
Die LMP2-Klasse dominierten die Porsche RS Spyder. Jos Verstappen und Jeroen Bleekemolen hatten im Ziel in ihrem RS Spyder vier Runden Vorsprung auf den zweitplatzierten LMP2-Rennwagen, einen Pescarolo 01, der von Pierre Ragues und Matthieu Lahaye gefahren wurde. Für den Embassy WF01 gab es mit Gesamtrang elf das bisher beste Saisonergebnis. Die großen GT-Klasse gewannen Antonio García und Tomáš Enge im Aston Martin DBR9. Das Rennen der GT2-Wagen endete mit dem Erfolg von Rob Bell und Gianmaria Bruni im Ferrari F430 GTC.

## Ergebnisse

### Schlussklassement
| 1               | LMP1 | 8  | Team Peugeot Total        | Pedro Lamy Stéphane Sarrazin                                   | Peugeot 908 HDi FAP         | 195 |
| 2               | LMP1 | 7  | Team Peugeot Total        | Marc Gené Nicolas Minassian                                    | Peugeot 908 HDi FAP         | 195 |
| 3               | LMP1 | 2  | Audi Sport Team Joest     | Alexandre Prémat Mike Rockenfeller                             | Audi R10 TDI                | 194 |
| 4               | LMP1 | 1  | Audi Sport Team Joest     | Rinaldo Capello Allan McNish                                   | Audi R10 TDI                | 194 |
| 5               | LMP1 | 10 | Charouz Racing System     | Stefan Mücke Jan Charouz                                       | Lola B08/60                 | 189 |
| 6               | LMP1 | 5  | Team Oreca Matmut         | Stéphane Ortelli Soheil Ayari Loïc Duval                       | Courage-Oreca LC70          | 188 |
| 7               | LMP2 | 34 | Van Merksteijn Motorsport | Jos Verstappen Jeroen Bleekemolen                              | Porsche RS Spyder           | 188 |
| 8               | LMP1 | 15 | Creation AIM              | Jamie Campbell-Walter Stuart Hall                              | Creation CA07               | 187 |
| 9               | LMP2 | 35 | Saulnier Racing           | Pierre Ragues Matthieu Lahaye                                  | Pescarolo 01                | 184 |
| 10              | LMP2 | 31 | Team Essex                | Casper Elgaard John Nielsen                                    | Porsche RS Spyder           | 184 |
| 11              | LMP2 | 46 | Embassy Racing            | Darren Manning Joey Foster                                     | WF01                        | 183 |
| 12              | LMP2 | 40 | Quifel ASM Team           | Olivier Pla Miguel Amaral                                      | Lola B05/40                 | 182 |
| 13              | LMP2 | 25 | RML                       | Thomas Erdos Mike Newton                                       | MG Lola EX265               | 181 |
| 14              | LMP2 | 45 | Embassy Racing            | Warren Hughes Jonny Kane                                       | WF01                        | 180 |
| 15              | LMP2 | 32 | Barazi Epsilon            | Michael Vergers Juan Barazi Fernando Rees                      | Zytek 07S                   | 180 |
| 16              | LMP2 | 33 | Speedy Racing Team        | Xavier Pompidou Andrea Belicchi Steve Zacchia                  | Lola B08/80                 | 179 |
| 17              | LMP2 | 41 | Trading Performance       | Claude-Yves Gosselin Karim Ojjeh                               | Zytek 07S                   | 179 |
| 18              | LMP1 | 17 | Pescarolo Sport           | Harold Primat Christophe Tinseau                               | Pescarolo 01                | 176 |
| 19              | LMP1 | 18 | Rollcentre Racing         | João Barbosa Vanina Ickx Martin Short                          | Pescarolo 01                | 175 |
| 20              | GT1  | 59 | Team Modena               | Antonio García Tomáš Enge                                      | Aston Martin DBR9           | 172 |
| 21              | LMP1 | 44 | Kruse Schiller Motorsport | Hideki Noda Jean de Pourtales                                  | Lola B05/40                 | 172 |
| 22              | LMP1 | 14 | Creation AIM              | Stephen Simpson Liz Halliday                                   | Creation CA07               | 172 |
| 23              | LMP2 | 27 | Horag Racing              | Didier Theys Fredy Lienhard Jan Lammers                        | Porsche RS Spyder           | 170 |
| 24              | GT2  | 96 | Virgo Motorsport          | Rob Bell Gianmaria Bruni                                       | Ferrari F430 GTC            | 169 |
| 25              | GT2  | 77 | Team Felbermayr-Proton    | Marc Lieb Alex Davison                                         | Porsche 997 GT3 RSR         | 167 |
| 26              | GT2  | 76 | Imsa Performance Matmut   | Richard Lietz Raymond Narac                                    | Porsche 997 GT3 RSR         | 167 |
| 27              | GT2  | 99 | JMB Racing                | Stéphane Daoudi Ben Aucott                                     | Ferrari F430 GTC            | 166 |
| 28              | GT2  | 85 | Snoras Spyker Squadron    | Peter Dumbreck Ralf Kelleners Alex Vassiliev                   | Spyker C8 Laviolette GT2R   | 165 |
| 29              | GT2  | 75 | Imsa Performance Matmut   | Jean-Philippe Belloc Richard Balandras Michel Lecourt          | Porsche 997 GT3 RSR         | 164 |
| 30              | LMP1 | 4  | Saulnier Racing           | Jacques Nicolet Richard Hein                                   | Pescarolo 01                | 164 |
| 31              | GT2  | 98 | JMB Racing                | Johan-Boris Sheier Peter Kutemann Maurice Basso                | Ferrari F430 GTC            | 163 |
| 32              | GT2  | 95 | James Watt Automotive     | Paul Daniels Markus Palttala Tim Sugden                        | Porsche 997 GT3 RSR         | 162 |
| 33              | LMP1 | 20 | Epsilon Euskadi           | Angel Burgueño Miguel Ángel de Castro                          | Epsilon Euskadi ee1         | 160 |
| 34              | LMP2 | 26 | Bruichladdich Radical     | Jens Petersen Marc Rostan Jan-Dirk Lueders                     | Radical SR9                 | 159 |
| 35              | GT2  | 88 | Team Felbermayr-Proton    | Horst Felbermayr junior Christian Ried Horst Felbermayr senior | Porsche 997 GT3 RSR         | 157 |
| 36              | GT2  | 90 | Farnbacher Racing         | Pierre Kaffer Pierre Ehret Anthony Beltoise                    | Ferrari F430 GTC            | 156 |
| 37              | GT1  | 72 | Luc Alphand Aventures     | Luc Alphand Guillaume Moreau Patrice Goueslard                 | Chevrolet Corvette C6.R     | 140 |
| Nicht klassiert |      |    |                           |                                                                |                             |     |
| 38              | LMP1 | 3  | Scuderia Lavaggi          | Giovanni Lavaggi Wolfgang Kaufmann                             | Lavaggi LS1                 | 110 |
| Ausgefallen     |      |    |                           |                                                                |                             |     |
| 39              | LMP1 | 6  | Team Oreca Matmut         | Olivier Panis Nicolas Lapierre                                 | Courage-Oreca LC70          | 167 |
| 40              | LMP1 | 21 | Epsilon Euskadi           | Adrián Vallés Shinji Nakano                                    | Epsilon Euskadi ee1         | 163 |
| 41              | GT2  | 94 | Speedy Racing Team        | Andrea Chiesa Benjamin Leuenberger                             | Spyker C8 Laviolette GT2R   | 145 |
| 42              | GT1  | 55 | IPB Spartak Racing        | Peter Kox Roman Rusinov                                        | Lamborghini Murciélago R-GT | 131 |
| 43              | LMP2 | 37 | WR Salini                 | Stéphane Salini Philippe Salini Patrice Roussel                | WR LMP 2008                 | 126 |
| 44              | GT2  | 91 | Farnbacher Racing         | Richard Westbrook Lars-Erik Nielsen Allan Simonsen             | Porsche 997 GT3 RSR         | 101 |
| 45              | LMP1 | 16 | Pescarolo Sport           | Jean-Christophe Boullion Emmanuel Collard                      | Pescarolo 01                | 97  |
| 46              | GT1  | 73 | Luc Alphand Aventures     | Olivier Beretta Jérôme Policand                                | Chevrolet Corvette C6.R     | 50  |
| Nicht gestartet |      |    |                           |                                                                |                             |     |
| 47              | LMP2 | 30 | Racing Box                | Andrea Ceccato Ferdinando Geri Filippo Francioni               | Lucchini LMP2-08            | 1   |
| 48              | LMP2 | 42 | Ranieri Randaccio         | Ranieri Randaccio Raffaele Giammaria                           | Lucchini LMP2-08            | 2   |

1 Technische Abnahme nicht bestanden
2 Technische Abnahme nicht bestanden

### Nur in der Meldeliste
Hier finden sich Teams, Fahrer und Fahrzeuge, die ursprünglich für das Rennen gemeldet waren, aber aus den unterschiedlichsten Gründen daran nicht teilnahmen.
| Pos. | Klasse | Nr. | Team                  | Fahrer             | Chassis                     |
| ---- | ------ | --- | --------------------- | ------------------ | --------------------------- |
| 49   | GT2    | 93  | James Watt Automotive | Alan van der Merwe | Aston Martin V8 Vantage GT2 |

### Klassensieger
| Klasse | Fahrer         | Fahrer             | Fahrzeug            | Platzierung im Gesamtklassement |
| ------ | -------------- | ------------------ | ------------------- | ------------------------------- |
| LMP1   | Pedro Lamy     | Stéphane Sarrazin  | Peugeot 908 HDi FAP | Gesamtsieg                      |
| LMP2   | Jos Verstappen | Jeroen Bleekemolen | Porsche RS Spyder   | Rang 7                          |
| GT1    | Antonio García | Tomáš Enge         | Aston Martin DBR9   | Rang 20                         |
| GT2    | Rob Bell       | Gianmaria Bruni    | Ferrari F430 GTC    | Rang 24                         |

### Renndaten
- Gemeldet: 49
- Gestartet: 46
- Gewertet: 37
- Rennklassen: 4
- Zuschauer: 22000
- Wetter am Renntag: trocken und wolkig
- Streckenlänge: 5,137 km
- Fahrzeit des Siegerteams: 5:44:58,174 Stunden
- Gesamtrunden des Siegerteams: 195
- Gesamtdistanz des Siegerteams: 1001,715 km
- Siegerschnitt: 174,227 km/h
- Pole Position: Marc Gené – Peugeot 908 HDi FAP (#7) – 1:39,492 = 185,876 km/h
- Schnellste Rennrunde: Nicolas Minassian – Peugeot 908 HDi FAP (#7) – 1:40,501 = 184,010 km/h
- Rennserie: 4. Lauf zur Le Mans Series 2008